# Kinoguitan
Kinoguitan est une localité de la province du Misamis oriental, aux Philippines. En 2015, elle compte 14 391 habitants.